# Аїтутакі
Аїтутакі (англ. Aitutaki) — атол у Тихому океані в складі островів Кука, за 220 км на північ від острова Раротонга. Аїтутакі є другим за відвідуваністю туристами островом в архіпелазі Кука. Адміністративний центр острова — Арутанга на західному узбережжі.

## Географія

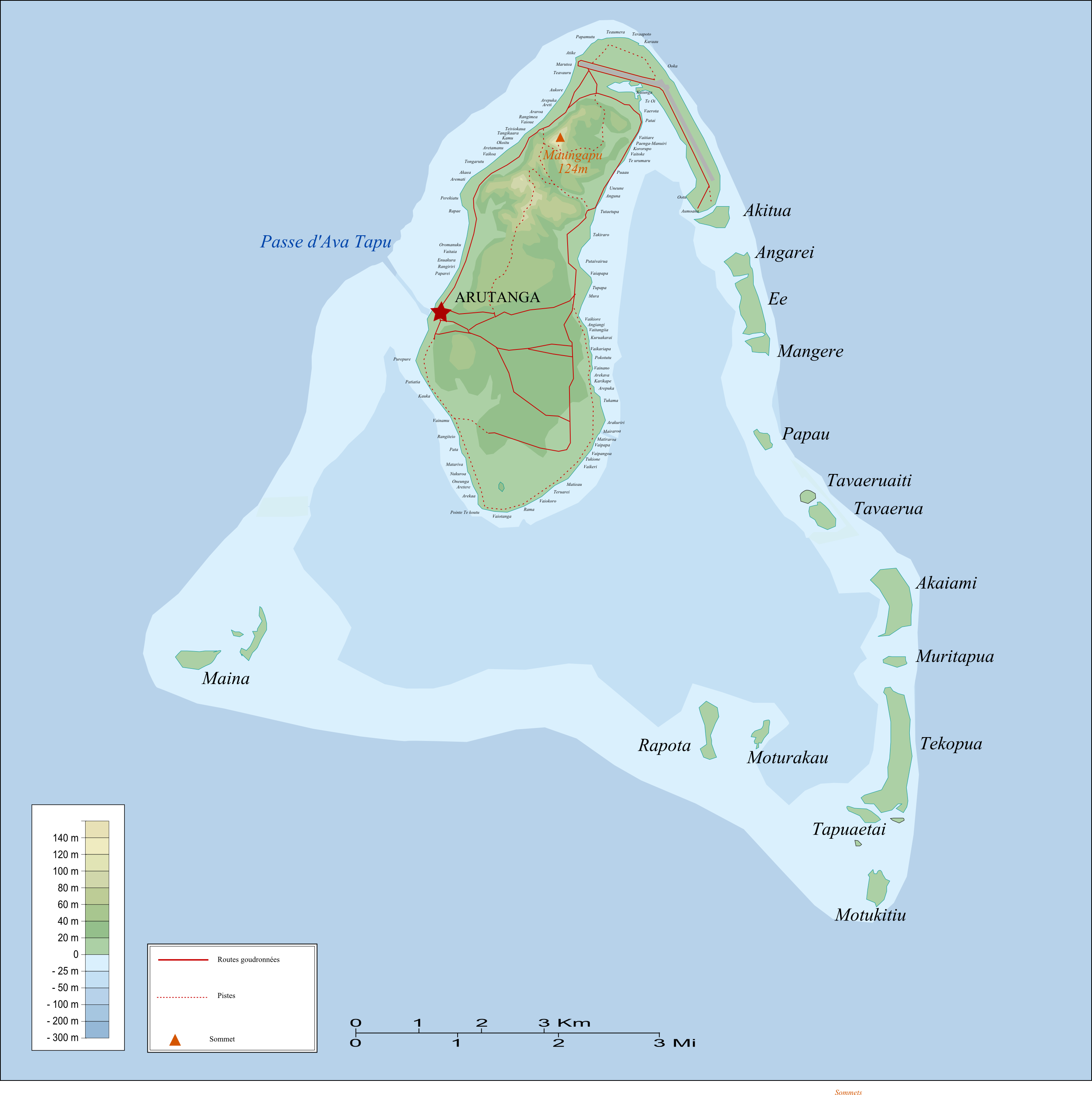
Топографічна карта острова Аїтутакі

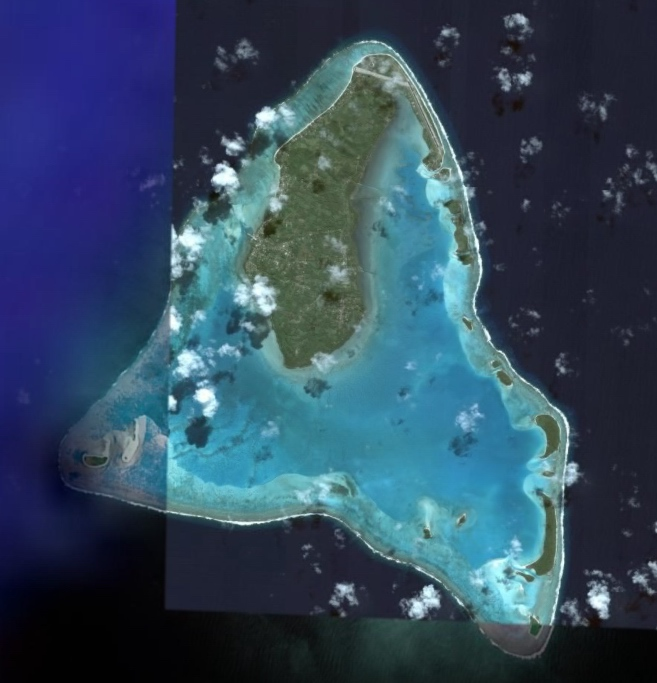
Аїтутакі з космосу

Острів Аїтутакі розташований у південній частині архіпелагу Кука, за 247 км на північ від острова Раротонга і за 87 км на північний захід від Мануае. Найближчий материк, Австралія, знаходиться за 5000 км.
З точки зору геології, острів Аїтутакі має змішане вулканічне і коралове походження, внаслідок чого його можна віднести до квазіатолів. Острів переважно складається з нефелінового базальту і пірокластичного матеріалу, в якому міститься невелика кількість трахітових і фонолітових брил.
За формою Аїтутакі нагадує трикутник, сторони якого утворені рифами і кораловими острівцями, або моту, які оточують два вулканічних острівці Рапота і Мотуракау в південно-східній частині і основний острівець Аїтутакі, представлений низинними вулканічними пагорбами і розташований у північній частині однойменного квазіатолу. Площа острова становить 18,05 км². Найвища точка, височина Маунгапу, досягає 124 м. Бар'єрний риф, що формує основу Аїтутакі, має форму рівностороннього трикутника зі сторонами 12 кілометрів у довжину. Південна сторона атола майже повністю занурена під воду, а східна являє собою ланцюг моту (зокрема Мангере, Акаїамі і Текопуа). У південній частині західного боку Аїтутакі в атолі є розрив, що дозволяє човнам проникати в лагуну, яка займає значну частку південної частини трикутника.
Клімат на Аїтутакі тропічний. Трапляються руйнівні циклони.

## Моту атола

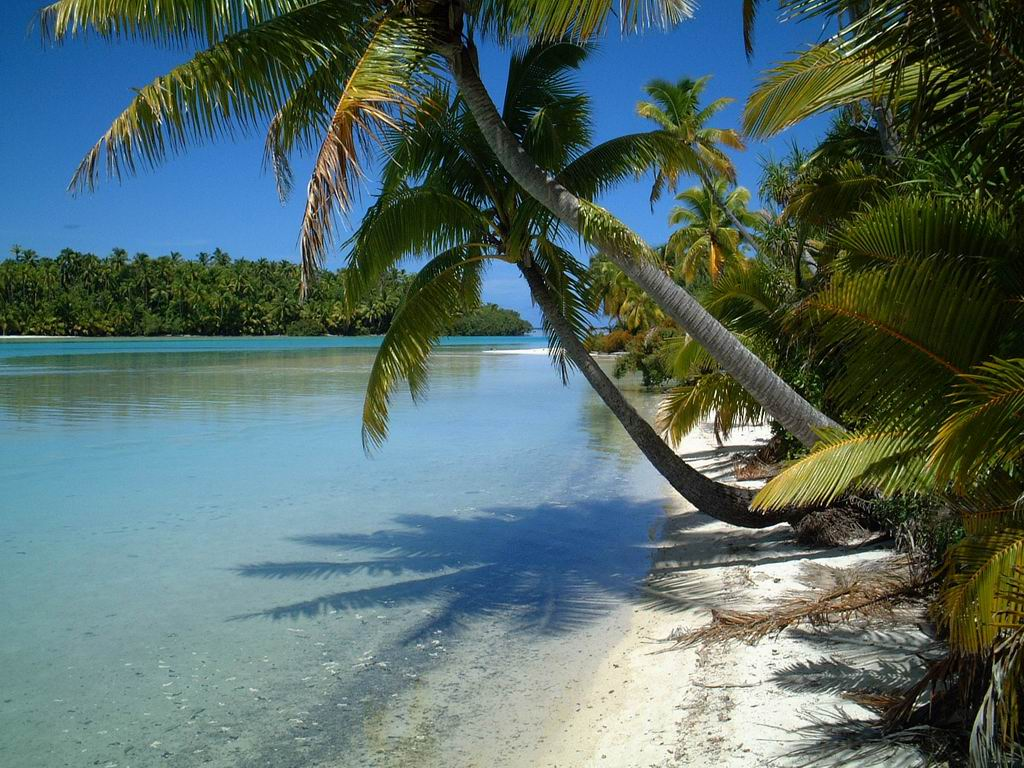
Моту Тапуаетаї атола Аїтутакі

Атолл Аїтутакі сформований з 15 моту:
| - Акітуа (Akitua) - Ангареї (Angarei) - Ее (Ee) - Мангере (Mangere) - Папау (Papau) - Таваеруаїті (Tavaeruaiti) - Таваеруа (Tavaerua) - Тапуаетаї (Tapuaetai) | - Мурітапуа (Muritapua) - Акаїамі (Akaiami) - Текопуа (Tekopua) - Мотукітіу (Motukitiu) - Мотуракау (Moturakau) - Рапота (Rapota) - Маїна (Maina) |

## Історія

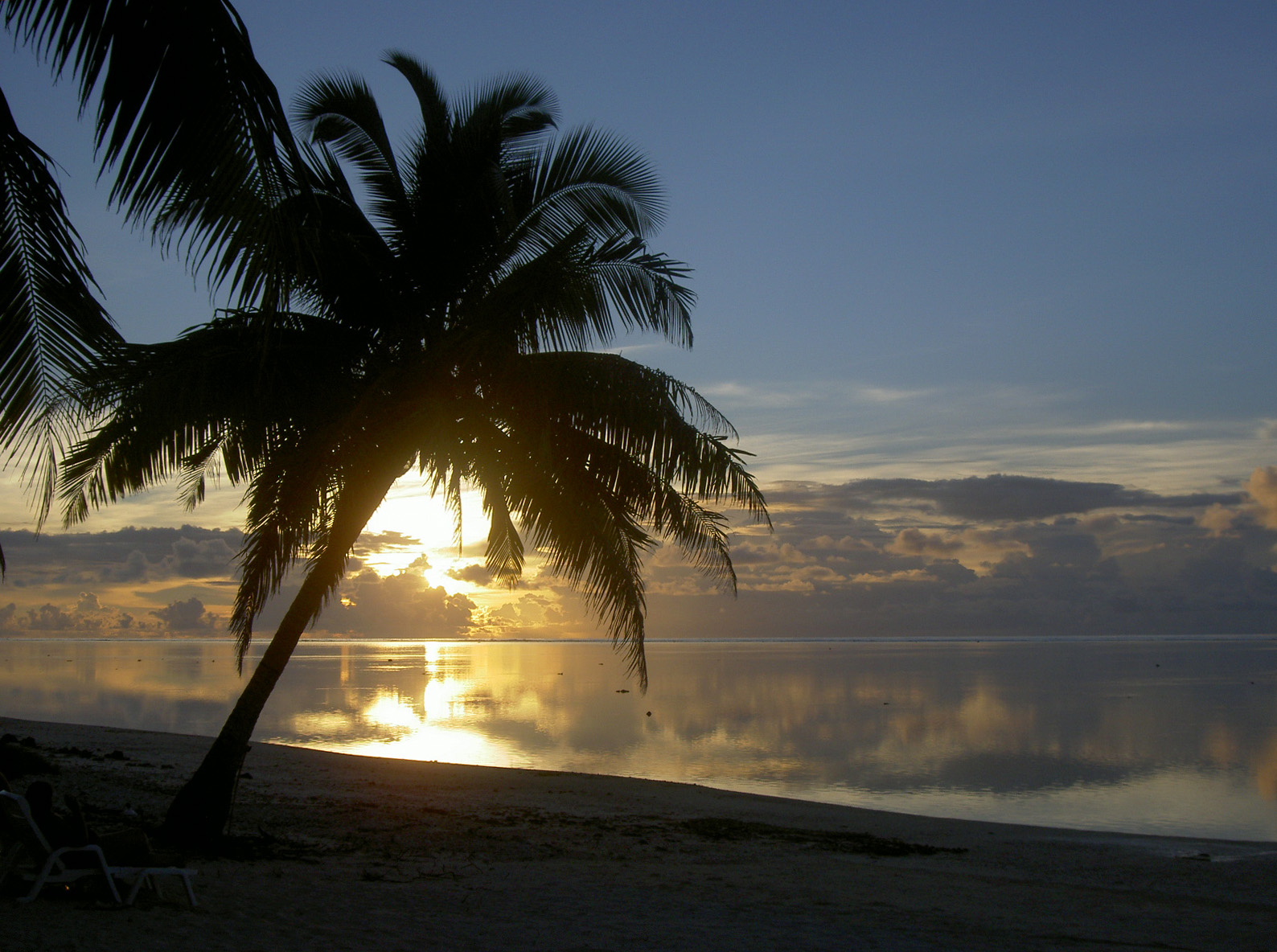
Захід Сонця на Аїтутакі

У полінезійській міфології існує кілька легенд, в яких розповідається про заселення Аїтутакі. Легендарними предками місцевих жителів у них називають трьох героїв: Ру, Те-Еруї і Руатапу, які були нащадками Атеа і Папи, прабатьків багатьох полінезійських народів. Згідно з однією з традицій, першопоселенцем острова є Те-Еруї, який був вихідцем з Аваїкі, царства мертвих. Дізнавшись про існування суші в світі світла, Те-Еруї вирушив на її пошуки зі своїм братом Матарека і виявив напівзатонулий острів, який був відвойований героєм в океану і названий ним Аїтутакі (в перекладі означає «ведений Богом»).
Згідно ж найвідомішою легендою, першими поселенцями острова стали вихідці з острова Тубуакі (ймовірно, Тубуаї у Французькій Полінезії), на чолі яких був легендарний герой Ру. Внаслідок перенаселеності Тубуакі, а також сварки з вождем свого клану, Ру зважився вирушити в морську подорож на каное в пошуках безлюдного острова, де могли б облаштуватися він і його прихильники. Разом з ним у плавання вирушили його чотири молодших брати (Таїтераїва, Таїтеравару, Руатакіна та Верітуамароа), його чотири дружини і ще 20 дівчат високого походження, які були на той момент незайманими. Після довгої подорожі їм вдалося доплисти до невідомого острова, який був названий Утатакі-енуа-о-Ру-кі-те-Моана (англ. Utataki-enua-o-Ru-ki-te-moana перекладається як «земля, яку шукав і знайшов у морі Ру»). Це й був сучасний острів Аітутакі. Поселившись на ньому, чотири брати Ру незабаром вирішили вирушити на пошуки нового острова, що й зробили, досягнувши, ймовірно, Нової Зеландії.
Європейським першовідкривачем Аїтутакі вважається британський мореплавець Вільям Блай, який відкрив його 11 квітня 1789 року під час подорожі на кораблі «Баунті» на острів Таїті . Згідно з бортовими журналами, остров'яни зустріли чужинців без будь-якої ворожнечі і навіть подарували Блаю нагрудну прикрасу з перлів. 8 травня 1791 року повз острів пропливло судно «Пандора» під командуванням капітана Едварда Едвардса, яке було послане на пошуки «Баунті», на якому стався заколот. 25 липня 1792 року на Аїтутакі повторно побував Вільям Блай, а 12 квітня 1814 року капітан Гуденаф, який залишив на ньому двох захоплених на Раротонзі жінок.
Поворотним моментом в історії Аїтутакі став візит 26 жовтня 1821 року місіонера Джона Вільямса, який висадив на острові двох вчителів з Бора-Бора і Раїатеа. Завдяки їх діяльності місцеве населення було звернуто в християнство.
З середини 1850-х років Аїтутакі часто відвідували китобійні судна, а в кінці XIX століття через загрозу анексії з боку Франції місцеві вожді, або аріки, звернулися до Британської імперії щодо захисту. Як наслідок, у листопаді 1888 року капітаном Берком було проведено офіційну церемонію анексії острова Британією. Пізніше Аїтутакі для адміністративної зручності було включено до складу Федерації Островів Кука, а в 1901 році — до складу Нової Зеландії.
У 1942 році на Аїтутакі були розміщені новозеландські й американські військові. На цей час припадає будівництво злітно-посадкової смуги, яка під час Другої світової війни використовувалася антигітлерівськими союзниками в боротьбі з японцями.
Протягом 1950-х років острів був проміжним пунктом для гідролітаків Тасманійської авіакомпанії, але ця практика була припинена в 1960 році.
У 2006 році на Аїтутакі проводилися знімання американського телешоу «Survivor» («Залишитися в живих»).

## Населення
Згідно з переписом 2011 року на Аїтутакі проживає 1771 особа.

## Економіка
Атолл Аїтутакі відомий, перш за все, як туристичний центр з кришталево чистою лагуною бірюзового кольору, піщаними пляжами. Дістатися до нього можна на літаках авіакомпанії Ейр Раротонга, які здійснюють авіарейси до атола щодня.